# Червоный Ранок (Днепропетровская область)
Червоный Ранок (укр. Червоний Ранок) — село,
Зеленобалковский сельский совет,
Широковский район,
Днепропетровская область,
Украина.
Код КОАТУУ — 1225884405. Население по переписи 2001 года составляло 114 человек . Село образовано во времена УССР. В дореволюционную эпоху подчинялось местному помещику, резиденция которого находилась в нескольких километрах севернее села.

## Географическое положение
Село Червоный Ранок находится в 5-и км от Карачуновского водохранилища,
на расстоянии в 1 км от сёл Гейковка (Криворожский район) и Новый Мир (Криворожский район).
По селу протекает пересыхающий ручей с запрудой.
Рядом проходит железная дорога, станция Гейковка в 2-х км.

## Экономика
На территории села зарегистрированы физические-лица предприниматели.

## Культура
На территории села расположен Дом культуры, памятник безымянному солдату, футбольное поле, магазин и современная детская площадка.